# 2011年のJリーグ ディビジョン2
- 日本プロサッカーリーグ  > Jリーグ ディビジョン2 > 2011年のJリーグ ディビジョン2
- 2011年のスポーツ  >  2011年のサッカー  >  2011年のJリーグ  > 2011年のJリーグ ディビジョン2

この項目では、2011年シーズンのJリーグ ディビジョン2（J2）について述べる。

## 2011年シーズンのJ2のクラブ
2011年シーズンのJ2のクラブ数は20。
- Jリーグ ディビジョン1 (J1) 16位FC東京が1999年シーズン以来12シーズンぶりの降格。
- 17位京都サンガF.C.が2007年シーズン以来4シーズンぶりのJ2降格。
- 18位湘南ベルマーレは2009年シーズン以来1シーズンぶりのJ2降格。
- 前シーズンのJFLからの加盟はガイナーレ鳥取が承認された。
※なお、前年のJFL3位となった準加盟のFC町田ゼルビアは、9月の入会予備調査の段階でホームスタジアムの町田市立陸上競技場の設備面の不備があったと指摘されたため[1]、2011年からのJ2入会申請を見送っている。準加盟（準会員含む）クラブがJFLの成績面での昇格条件を満たしながら昇格しなかったのは史上初である。
- ジェフユナイテッド千葉は、市原緑地運動公園臨海競技場の本拠地登録を行わず、フクダ電子アリーナのみを本拠地とする。
- FC岐阜は岐阜メモリアルセンター長良川競技場の改修工事が完了したため、本年度の岐阜市での試合は長良川競技場のみで行う。

| チーム名               | 監督                       | 所在 都道府県 | ホームスタジアム                                 | 前年成績 |
| ---------------------- | -------------------------- | ------------- | ------------------------------------------------ | -------- |
| コンサドーレ札幌       | 石崎信弘                   | 北海道        | 札幌ドーム 札幌厚別公園競技場                    | J2 13位  |
| 水戸ホーリーホック     | 柱谷哲二                   | 茨城県        | ケーズデンキスタジアム水戸                       | J2 16位  |
| 栃木SC                 | 松田浩                     | 栃木県        | 栃木県グリーンスタジアム                         | J2 10位  |
| ザスパ草津             | 副島博志                   | 群馬県        | 正田醤油スタジアム群馬                           | J2 12位  |
| ジェフユナイテッド千葉 | ドワイト・ローデヴェーヘス | 千葉県        | フクダ電子アリーナ                               | J2 4位   |
| FC東京                 | 大熊清                     | 東京都        | 味の素スタジアム                                 | J1 16位  |
| 東京ヴェルディ         | 川勝良一                   | 東京都        | 味の素スタジアム                                 | J2 5位   |
| 横浜FC                 | 岸野靖之                   | 神奈川県      | ニッパツ三ツ沢球技場                             | J2 6位   |
| 湘南ベルマーレ         | 反町康治                   | 神奈川県      | 平塚競技場                                       | J1 18位  |
| カターレ富山           | 安間貴義                   | 富山県        | 富山県総合運動公園陸上競技場                     | J2 18位  |
| FC岐阜                 | 木村孝洋                   | 岐阜県        | 岐阜メモリアルセンター長良川競技場               | J2 14位  |
| 京都サンガF.C.         | 大木武                     | 京都府        | 京都市西京極総合運動公園陸上競技場               | J1 17位  |
| ガイナーレ鳥取         | 松田岳夫                   | 鳥取県        | とりぎんバードスタジアム                         | JFL 優勝 |
| ファジアーノ岡山       | 影山雅永                   | 岡山県        | kankoスタジアム                                  | J2 17位  |
| 徳島ヴォルティス       | 美濃部直彦                 | 徳島県        | 鳴門・大塚スポーツパークポカリスエットスタジアム | J2 8位   |
| 愛媛FC                 | イヴィッツァ・バルバリッチ | 愛媛県        | ニンジニアスタジアム                             | J2 11位  |
| ギラヴァンツ北九州     | 三浦泰年                   | 福岡県        | 北九州市立本城陸上競技場                         | J2 19位  |
| サガン鳥栖             | 尹晶煥                     | 佐賀県        | ベストアメニティスタジアム                       | J2 9位   |
| ロアッソ熊本           | 高木琢也                   | 熊本県        | 熊本県民総合運動公園陸上競技場（KKWING）         | J2 7位   |
| 大分トリニータ         | 田坂和昭                   | 大分県        | 大分銀行ドーム                                   | J2 15位  |

- 監督は開幕時点のもの

## 監督交代
| チーム名               | 前監督                     | 退任日   | 新監督   | 就任日   | 備考 |
| ---------------------- | -------------------------- | -------- | -------- | -------- | ---- |
| ジェフユナイテッド千葉 | ドワイト・ローデヴェーヘス | 10月21日 | 神戸清雄 | 10月21日 |      |

## レギュレーションの変更点
- クラブ数が2年ぶりに偶数となり、毎節全クラブが試合を戦うことになる。
- JFLからの昇格空き枠が「2」に減る。2011年シーズン終了後にこれが埋まった場合、2012年シーズンからJFLとの入れ替えを実施予定。
- J2の優秀選手賞ともいえる「J2 Exciting 20」と最優秀選手賞ともいえる「J2 Most Exciting Player」が創設される。J2 Exciting 20は各クラブから1人ずつ選ばれその中からJ2 Most Exciting Playerを1人選出する。

## スケジュール
開幕・終了日はJ1と同じだが、コパ・アメリカ2011に伴う中断は無い。全380戦（各節10戦×38節）。

## リーグ概要
エル・ゴラッソ・Jリーグサッカーキング・週刊サッカーダイジェスト・週刊サッカーマガジンの国内サッカー専門誌（紙）がいずれも首位に予想したのは、降格組ながらも日本代表クラスの選手を数多く揃え、戦力的に抜きん出ていたFC東京であった。FC東京は、序盤こそ優勝筆頭候補ゆえに相手チームの強力なマークにあったこと、故障者が続出した影響もあってやや苦戦したが、中盤以降は前評判通りの強さを見せるようになり、第21節（16試合目）で初めて首位に立つ と、試合消化の関係で1度一時的に2位に落ちたのを除いて首位を譲ることのないまま、第36節にJ1復帰とJ2優勝を同時に決めた。またFC東京は、この年の天皇杯もJ2勢として史上初の優勝を果たし、翌年のAFCチャンピオンズリーグに出場した。
FC東京以外の昇格争いは、前半戦の首位争いを引っ張った栃木と千葉、中盤戦以降に調子を上げた札幌、徳島、鳥栖による争いとなったが、栃木はパウリーニョ、千葉はトル・ホグネ・オーロイと軸になる外国人選手がそれぞれ故障離脱したのが響いて昇格争いから脱落。一方、1999年のJ2発足時の10チームの中で唯一J1経験のなかった鳥栖は、第24節（20試合目）から16試合連続負けなしの快進撃を見せて第31節で2位に浮上。徳島と同じ勝ち点での直接対決となった第37節で3-0で快勝し、最終節を前に3位札幌と4位徳島に勝ち点3差をつけ、得失点差の関係で事実上2位が確定。最終節で熊本に2-2と引き分けて自力で2位と初のJ1昇格を決めた。
札幌と徳島の争いになった残る1つの昇格枠は、最終節でFC東京に2-1で勝利した札幌が、岡山に0-1で敗れた徳島を振り切って3位を確保し、4年ぶりのJ1復帰を決めた。
中位以下では、三浦泰年を監督に迎えた昨シーズンわずか1勝で最下位に沈んだ北九州が、昇格した鳥栖に後半戦の19試合で唯一の黒星をつけるなどの健闘を見せ、最終的には8位に食い込んだ。また1年でのJ1復帰を目指した京都は、開幕ダッシュに失敗し、序盤の第15節（9試合目）時点では19位にまで低迷した ものの、現役高校生ながらチーム得点王になったFW久保裕也ら若手選手の活躍により、終盤の9戦を6連勝を含む8勝1敗で乗り切り、1年でのJ1復帰は出来なかったものの、最終的に7位まで順位を上げ、天皇杯でも準優勝した。
その一方、開幕前の積極的な補強で昇格候補にも挙げられていた前年6位の横浜FCは、開幕8試合で1勝6敗1分と大きく出遅れる と、後半戦も第4節（23試合目）から12試合連続無勝利（3分9敗）を喫するなど最後まで波に乗り切れないまま、18位に沈んだ。なお三浦知良は30試合に出場したが得点は挙げられず、Jリーグが発足した1993年から続けてきた連続得点が18年でストップした。最下位はJリーグ4年目のFC岐阜で、前年はそこそこ安定した守備が崩壊し、第11節の最下位転落後から、一度も脱出することができなかった。

## 順位表
| 順 | チーム                 | 試 | 勝 | 分 | 敗 | 得 | 失 | 差  | 点 | 出場権または降格                 |
| -- | ---------------------- | -- | -- | -- | -- | -- | -- | --- | -- | -------------------------------- |
| 1  | FC東京 (C) (P)         | 38 | 23 | 8  | 7  | 67 | 22 | +45 | 77 | Jリーグ ディビジョン1 2012へ昇格 |
| 2  | サガン鳥栖 (P)         | 38 | 19 | 12 | 7  | 68 | 34 | +34 | 69 | Jリーグ ディビジョン1 2012へ昇格 |
| 3  | コンサドーレ札幌 (P)   | 38 | 21 | 5  | 12 | 49 | 32 | +17 | 68 | Jリーグ ディビジョン1 2012へ昇格 |
| 4  | 徳島ヴォルティス       | 38 | 19 | 8  | 11 | 51 | 38 | +13 | 65 |                                  |
| 5  | 東京ヴェルディ         | 38 | 16 | 11 | 11 | 69 | 45 | +24 | 59 |                                  |
| 6  | ジェフユナイテッド千葉 | 38 | 16 | 10 | 12 | 46 | 39 | +7  | 58 |                                  |
| 7  | 京都サンガF.C.         | 38 | 17 | 7  | 14 | 50 | 45 | +5  | 58 |                                  |
| 8  | ギラヴァンツ北九州     | 38 | 16 | 10 | 12 | 45 | 46 | −1  | 58 |                                  |
| 9  | ザスパ草津             | 38 | 16 | 9  | 13 | 51 | 51 | 0   | 57 |                                  |
| 10 | 栃木SC                 | 38 | 15 | 11 | 12 | 44 | 39 | +5  | 56 |                                  |
| 11 | ロアッソ熊本           | 38 | 13 | 12 | 13 | 33 | 44 | −11 | 51 |                                  |
| 12 | 大分トリニータ         | 38 | 12 | 14 | 12 | 42 | 45 | −3  | 50 |                                  |
| 13 | ファジアーノ岡山       | 38 | 13 | 9  | 16 | 43 | 58 | −15 | 48 |                                  |
| 14 | 湘南ベルマーレ         | 38 | 12 | 10 | 16 | 46 | 48 | −2  | 46 |                                  |
| 15 | 愛媛FC                 | 38 | 10 | 14 | 14 | 44 | 54 | −10 | 44 |                                  |
| 16 | カターレ富山           | 38 | 11 | 10 | 17 | 36 | 53 | −17 | 43 |                                  |
| 17 | 水戸ホーリーホック     | 38 | 11 | 9  | 18 | 40 | 49 | −9  | 42 |                                  |
| 18 | 横浜FC                 | 38 | 11 | 8  | 19 | 40 | 54 | −14 | 41 |                                  |
| 19 | ガイナーレ鳥取         | 38 | 8  | 7  | 23 | 36 | 60 | −24 | 31 |                                  |
| 20 | FC岐阜                 | 38 | 6  | 6  | 26 | 39 | 83 | −44 | 24 |                                  |

最終更新は2011年12月3日の試合終了時
出典: J. League Data Site
順位の決定基準: 1. 勝点; 2. 得失点差; 3. 得点数.

## 表彰

### 得点ランキング
| 順位   | 選手             | 所属                   | 得点 |
| ------ | ---------------- | ---------------------- | ---- |
| 得点王 | 豊田陽平         | サガン鳥栖             | 23   |
| 2      | 阿部拓馬         | 東京ヴェルディ         | 16   |
| T3     | 深井正樹         | ジェフユナイテッド千葉 | 14   |
| T3     | 齋藤学           | 愛媛FC                 | 14   |
| T5     | 内村圭宏         | コンサドーレ札幌       | 12   |
| T5     | リカルド・ロボ   | 栃木SC                 | 12   |
| 7      | 森島康仁         | 大分トリニータ         | 11   |
| T8     | ロベルト・セザー | FC東京                 | 10   |
| T8     | 久保裕也         | 京都サンガF.C.         | 10   |
| T8     | 池元友樹         | ギラヴァンツ北九州     | 10   |
| T8     | 早坂良太         | サガン鳥栖             | 10   |

2011年12月3日

出典: J. League Data

### J2 Most Exciting Player
当シーズンより新設。事前にファンの投票により各クラブの最高得票者1名が「J2 Exciting 20」としてノミネートされ、その中からJリーグアウォーズ当日の観覧者の投票によってもっとも多くの票を集めた選手がJ2 Most Exciting Playerに選出された。
| 所属クラブ | 選手名   | ポジション |
| ---------- | -------- | ---------- |
| FC東京     | 今野泰幸 | MF         |

### J2 Exciting 20
| 所属クラブ             | 選手名     | ポジション |
| ---------------------- | ---------- | ---------- |
| コンサドーレ札幌       | 河合竜二   | MF         |
| 水戸ホーリーホック     | 本間幸司   | GK         |
| 栃木SC                 | 水沼宏太   | MF         |
| ザスパ草津             | 熊林親吾   | MF         |
| ジェフユナイテッド千葉 | 深井正樹   | FW         |
| FC東京                 | 今野泰幸   | DF         |
| 東京ヴェルディ         | 阿部拓馬   | MF         |
| 横浜FC                 | 野崎陽介   | MF         |
| 湘南ベルマーレ         | 高山薫     | FW         |
| カターレ富山           | 黒部光昭   | FW         |
| FC岐阜                 | 押谷祐樹   | FW         |
| 京都サンガF.C.         | 宮吉拓実   | FW         |
| ガイナーレ鳥取         | 服部年宏   | MF         |
| ファジアーノ岡山       | 植田龍仁朗 | DF         |
| 徳島ヴォルティス       | 柿谷曜一朗 | MF         |
| 愛媛FC                 | 齋藤学     | FW         |
| ギラヴァンツ北九州     | 安田晃大   | MF         |
| サガン鳥栖             | 豊田陽平   | FW         |
| ロアッソ熊本           | 南雄太     | GK         |
| 大分トリニータ         | 前田俊介   | FW         |

## 観客動員
| 順 | チーム                 | 合計      | 最多   | 最小  | 平均   | 推移    |
| -- | ---------------------- | --------- | ------ | ----- | ------ | ------- |
| 1  | FC東京                 | 333,680   | 35,911 | 6,795 | 17,562 | −30.0%† |
| 2  | コンサドーレ札幌       | 199,162   | 39,243 | 4,609 | 10,482 | −2.3%†  |
| 3  | ジェフユナイテッド千葉 | 183,911   | 16,360 | 6,955 | 9,680  | −17.1%† |
| 4  | 大分トリニータ         | 166,807   | 27,519 | 4,859 | 8,779  | −16.0%† |
| 5  | サガン鳥栖             | 146,893   | 22,532 | 3,724 | 7,731  | +16.5%† |
| 6  | ファジアーノ岡山       | 137,911   | 10,490 | 4,111 | 7,258  | +1.3%†  |
| 7  | 湘南ベルマーレ         | 131,918   | 10,425 | 3,680 | 6,943  | −37.4%† |
| 8  | ロアッソ熊本           | 131,624   | 25,005 | 2,847 | 6,928  | +0.3%†  |
| 9  | 京都サンガF.C.         | 119,591   | 12,287 | 2,386 | 6,294  | −40.1%† |
| 10 | 横浜FC                 | 109,632   | 16,813 | 1,853 | 5,770  | −0.3%†  |
| 11 | 東京ヴェルディ         | 108,482   | 28,832 | 2,164 | 5,710  | +1.2%†  |
| 12 | 徳島ヴォルティス       | 98,925    | 11,916 | 2,165 | 5,207  | +12.8%† |
| 13 | 栃木SC                 | 93,848    | 9,953  | 2,493 | 4,939  | +18.8%† |
| 14 | FC岐阜                 | 78,273    | 6,684  | 2,150 | 4,120  | +32.5%† |
| 15 | ギラヴァンツ北九州     | 76,976    | 7,080  | 1,336 | 4,051  | −3.2%†  |
| 16 | ガイナーレ鳥取         | 70,152    | 8,212  | 1,787 | 3,692  | +5.8%‡  |
| 17 | 愛媛FC                 | 66,022    | 7,634  | 1,563 | 3,475  | −20.7%† |
| 18 | 水戸ホーリーホック     | 63,637    | 5,227  | 1,273 | 3,349  | −7.1%†  |
| 19 | カターレ富山           | 62,233    | 8,663  | 1,716 | 3,275  | −26.6%† |
| 20 | ザスパ草津             | 61,018    | 6,520  | 1,266 | 3,211  | −27.4%† |
|    | リーグ合計             | 2,440,695 | 39,243 | 1,266 | 6,423  | −4.0%†  |

最終更新：2011年12月3日
出典: 2011Jリーグ ディビジョン2 クラブ別入場者数J. League Division 2
註記：
† 昨シーズンはJ1でプレー。
‡ 昨シーズンはJFLでプレー。